# ツクシスズメノカタビラ
ツクシスズメノカタビラ Poa crassinervis はイネ科の小柄な草。水田や畑地の雑草としてごく普通に見られるスズメノカタビラによく似ていて、混生して生えることもある。西日本に生え、日本固有種とされる。スズメノとは花序の枝振りや護衛の形と毛の生え方などで区別できる。

## 概説
世界に広く分布し、日本でも全土でごく普通に見られる雑草であるスズメノカタビラ P. annua ととてもよく似た植物で、いくつかの外見的な特徴はあるが、小穂をよく見ないと区別は難しい。生育環境もよく似ており、混生して見られることも多い。しかしこの2種は間違いなく別種であると判断されている。ただし中間型も見られ、なおさらに同定がややこしい。
そのためにスズメノカタビラと混同されることが多く、当初はほぼ四国と九州のみに分布する日本固有種とされたが、後に近畿地方まで分布することが判明し、更に東アジアにも産するとの報告もある。性質はスズメノカタビラとほぼ同等で、地域によってはごく普通に見られる雑草である。

## 特徴
1年生、あるいは越年生の小柄な草本。その姿はごくスズメノカタビラに似ており、根茎はなく、稈は束生し、葉身は緑色で柔らかくて毛がなく、その先端は細く尖るのではなく、やや丸まって先端近くが内側に凹んでボート型になる。葉耳は長くて白く、よく目立つ。草丈はスズメノカタビラが8 - 25cmに対してやや背が高い。
花序は円錐花序で、主軸から節毎に2本の枝を出す。成熟につれて枝は広がるが大きく開出することはない。小穂は長楕円形で淡緑色を帯び、長さは4 - 6mm、3 - 6個の小花を含んでいる。第1包頴は小さく、第2包頴は先端が丸く、横から見ると長楕円形となっている。護頴は狭い長楕円形。5本の脈を持つが、それらは太くてやや隆起しており、基部から上部まで、その表面に白い軟毛が生えており、またその縁が赤みを帯びることはない。またイチゴツナギ属の多くのものでは内頴の基部の基盤に細長く縮れた毛の束を有し、これを綴毛というが、本種ではほとんど発達せず、これはスズメノカタビラと共通する特徴である。

### スズメノカタビラとの違い
上記のように本種はスズメノカタビラ(以下スズメノと略す)にきわめてよく似ている。本種とこの種の所属するイチゴツナギ属は種数も多く、分類困難な群として知られるが、その中でこの2種は特に小柄な1年草ないし越年草で、花序の枝がざらつかないなどの点でこれ以外のものとはっきり区別がつき、この2種に見誤るイネ科は日本では他に存在しないとまで言われる。
そんな2種であるが、その判別はやっかいである。(大井(1983))では本種についてスズメノに似ているが以下の点で異なるとしている。
- 護頴の形がスズメノは長楕円状卵形、本種は狭長楕円形である。
- 護頴の中脈はスズメノでは細くて時に不明のこともあり、本種では太くて隆起している。
- スズメノでは護頴の下部、側面の下部に伏した軟毛があり、本種では中脈の中程かそれより先まで著しい伏した軟毛があり、それ以外はほぼ無毛である。
- 約の長さがスズメノでは0.7 - 1.0mm、本種では0.5 - 0.8mmである。

ここで言う中脈とは、この属では護頴に5本の脈があるが、その中央にある主脈(中肋)のことではなく、その左右にある側脈のうち、内側のもののことである。この属のものでは護頴は中肋の部分で左右から2つ折れになっており、それを側面から見ると背面を中肋が走り、それより内側に2本の側脈が見える。その真ん中にあるのは主脈のすぐ外側を走る側脈で、横から見ればこれは側面に見える3脈の真ん中にあるので、それを指している、ということである。
(長田(1993))では2種の違いを以下のようにしている。
- 円錐花序の枝は本種の方が太く、またその枝がスズメノでは真横を向くほどに開出するのに対し、本種では斜め上に伸び、真横にまでは向かない。
- 第2包頴と護頴が狭い楕円形をしている。
- 護頴の中脈が太く、基部から半ば以上までねた毛に被われる。
- 護頴の幅が狭いので、開花前の頴が開いていない小穂でも内頴の縁がしばしば出て見える。

彼はこのうちで特に護頴の中脈が毛で被われている、という点が重要だとしており、この特徴は押し葉にするとなお明らかといい、それと同時に大まかな傾向として本種の方が背が高く、小穂が淡緑色で紅紫色を帯びないということも記している。大橋他編(2016)では護頴の脈上の毛の他に第2包頴がスズメノでは菱形、本種では楕円形である点を検索表で取り上げている。
(館岡(1987))はこの2種の違いについてより詳細に述べており、その内容はおおむね上記のものと変わらない。区別点として重視されている護頴中脈の毛について、この特徴にはかなり変異があり、同一株でも、さらには単一の小穂に含まれる小花の間でも違いが見られることがあり、その変異は連続的なものと見られ、その変異の幅はスズメノの方では大きく、本種では小さいという。さらに護頴の毛に関してはスズメノでも出ることがあり、主脈と最側の脈では中程か、あるいは上部にまで白い軟毛が出ることがあり、中側脈でも普通は無毛か基部のみ有毛であるが、時に中程以上にまで毛が見られるという。(館岡(1987))はこの点について、それらが連続する変異の両極端であり、それぞれの種の大多数がそれぞれの特徴を示す、と見るべきとしている。
館岡はこのような検討の結果、これら2種が市街地の路傍などで混生している場合でも、路上を歩きながらでもこの2種が識別できると豪語しており、その場合の区別点は主として花序の形の違いであると述べている。ただし現実にはこの2種の中間型が見られ、その場合にはこのような判別は不可能である、とも認めている。
問題は中間型であるが、第2包頴の特長はスズメノに似て、護衛の特徴は本種に似る、というものである。そのような中間型と見られるものはこの2種が混在する生育地に見られることが多く、そのような株では果実の成熟がほとんど見られず、また雄蕊の葯が裂開する事も見られず、そのようなことからこのような株には稔性がないらしく、これら2種の一代雑種の可能性が指摘されている。つまりこれら2種の間で交配は起こりえるものの、現時点ではその子孫が残らないためにこの2種の独立性は確保されていると判断される。

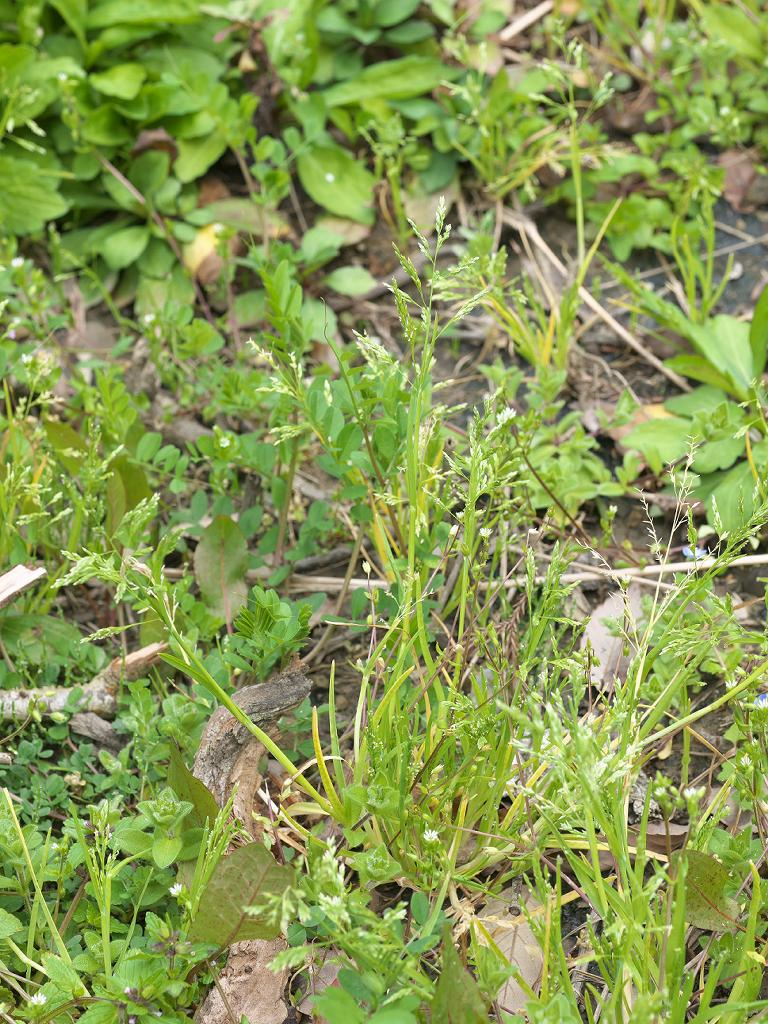
全体の姿
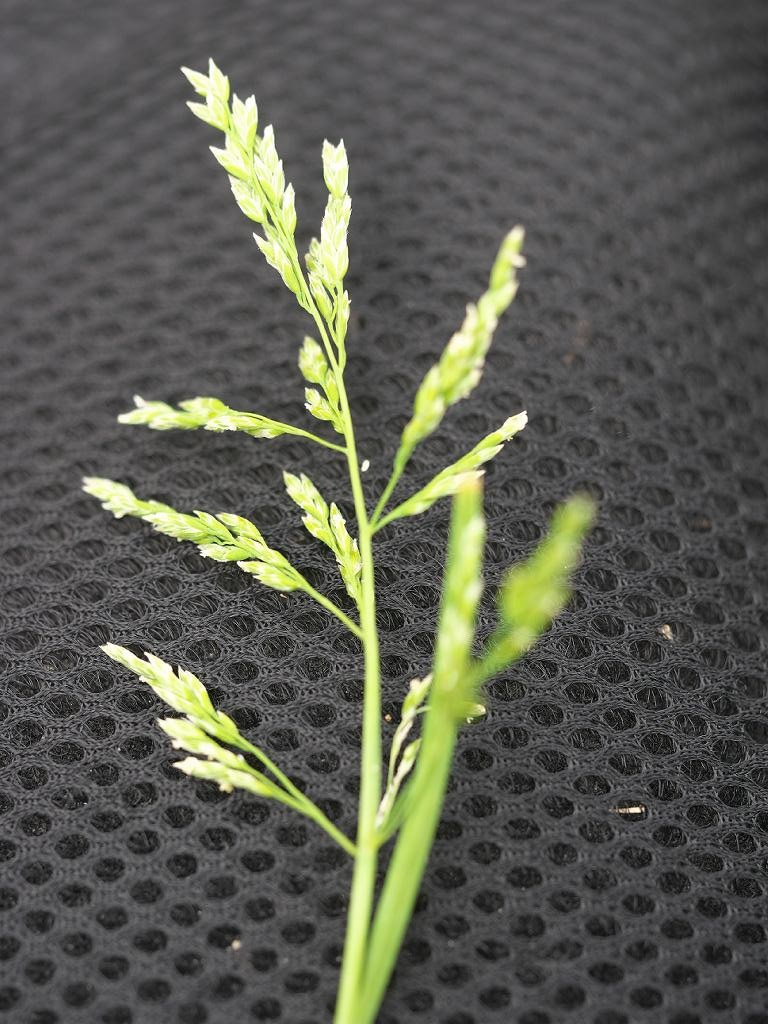
花序の拡大像 枝は斜め上に出る。
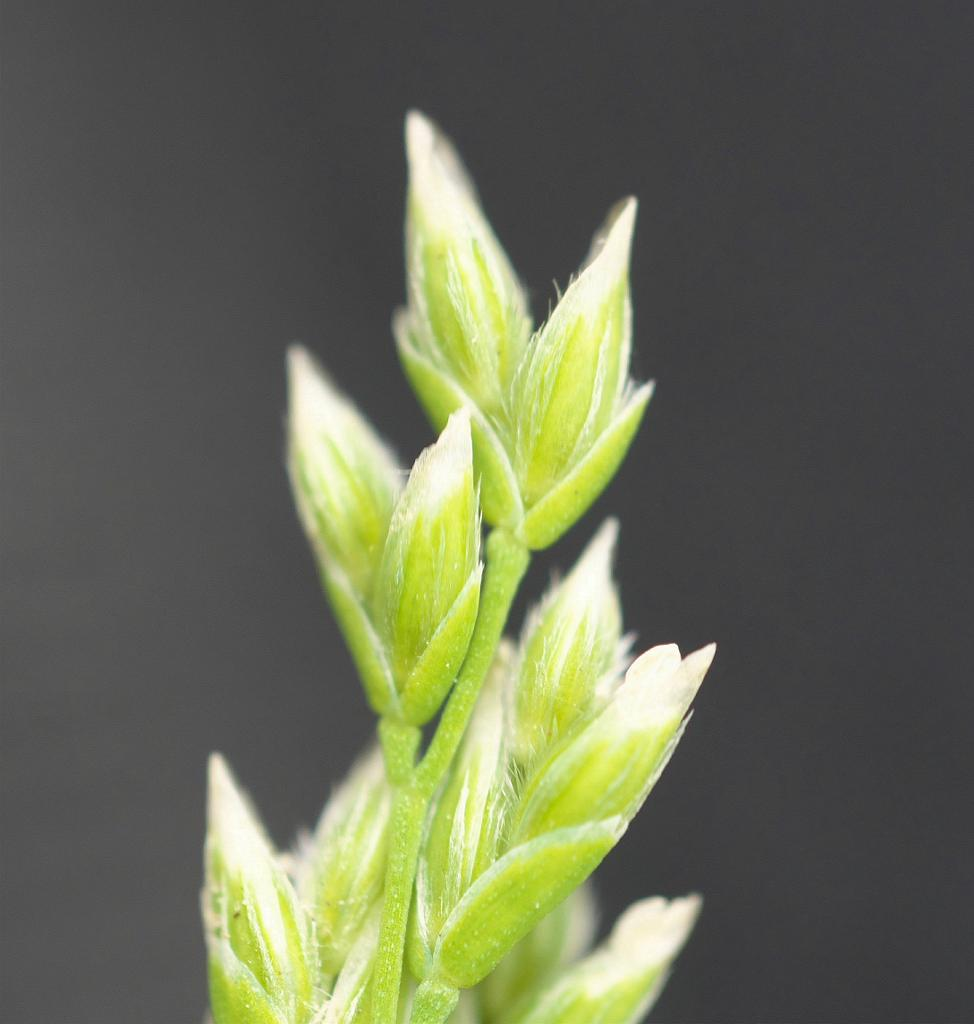
小穂の拡大像 護頴の脈上に毛が多い。

## 分布
タイプ産地は肥後佐敷(熊本県葦北郡芦北町)である。古くは四国と九州にほぼ限定されるもので、また海外にはない日本固有種と見られていた。例えば(大井(1983))ではその分布を「本州(島根県)、四国、九州」としており、佐竹他(1982)もこれを採っている。しかし(館岡(1987))では本種の分布は四国と九州、それに中国地方が含まれ、更に近畿地方にも分布するがその範囲は不明、となっている。(長田(1993))もその分布を九州、四国、および本州では京都府以西としている。更に渡辺他(2002)では分布の南限と西限が沖縄本島、北は隠岐諸島であり、本州では西日本に集中しているものの近畿地方では京都以外に紀伊半島南部にも分布があること、さらに神奈川県と千葉県にも生育地があることが示された。このようなことは以前には本種標本がスズメノと誤同定されたことが多かったことによると思われ、例えば京都から初めて報告された標本はスズメノの標本と同一の標本シートに添付されていたという。
更に、ここまで日本固有種とされていたことも、見直しが入る。中国とベトナムの植物標本の所蔵をさらえたところ、スズメノと同定された標本の中から本種と考えられる標本が中国南西部の海に近い地域から採集されていたことが確認された。
なお、大橋他編(2016)では本種の分布について「本州(近畿地方以西)、四国、九州」のみとしてある。

## 生育環境
本種はこれもスズメノと同様に人の手の加わった場所でしか見つかっておらず、それは例えば市街地の小さな空き地、道路脇、人家の塀沿い、駐車場の隅、畑の縁、休耕田といった環境で、それもスズメノとほとんど常に同所的に生えている。
本種は少なくとも九州と四国の高知県～徳島県に渡る地域では「春の植物としてごく普通に」見られるものであり、特に九州に多く、福岡県や佐賀県の辺りではスズメノより本種の方が「はるかにふつう」であるともされている。
渡辺他(1999)によると、本種の分布域を標高で見ると、その最高点は392mであり、山間高地には分布していない、との判断である。このことと、また後述のようにこの植物が夏期には生育していないことから彼らは本種の分布が冬期の低温によって制限されている可能性に触れ、2月の最低気温が0℃以上であるエリアに本種の分布域の90％近くが含まれていることを指摘している。

## 生態など
本種はスズメノによく似ており、それは形態だけでなく、その生育環境でもそう見える。しかしそれなりの違いも見られる。両種共に1年生、あるいは越年生とされているが、スズメノでは越年生で春に穂を出す生活史が主体になっている一方で通年にわたって穂が見られる。これに対して渡辺他(1999)が全国各地の本種の標本データをまとめたところ、12月下旬から冬を越えて5月下旬までの標本しか存在せず、特に集中していたのは3月から4月にかけてであった。このことから本種ではスズメノとは異なり、厳密な冬性1年草としての生活史を維持していると見られる。
種子の発芽について両種を比較した研究でも両種の違いは明確であった。両種ともそのまま蒔種すると発芽せず、1次休眠の状態にある。これを埋土したのちに発芽実験を行うと、本種の場合には8～12月には発芽するが12月から1月にかけて発芽率は急低下し、2～3月にはほとんど発芽しなくなり、これは2次休眠に入ったものと考えられる。また30℃では発芽しない。他方、スズメノでは同様な傾向は見られるものの本種ほど明確でなく、低温では通年に発芽が見られ、また30℃でも50％程の発芽率を示す。更に平均発芽速度は常に本種の方が高く、これらのことは本種が秋に一斉に発芽する性質が強いことを示す。この性質は雑草のようなその生育地に頻繁に霍乱の起きがちな生物の性質としては不利であると考えられる。つまり雑草としての適応という点ではスズメノに比べて本種はかなり程度が低いと言える。

## 類似種など
上記のように本種と見間違える植物はスズメノしかなく、その区別点も上述の通りである。

## 利害
スズメノは身近な雑草としてごく有名なもので、上述の通り、本種はこれに混じって生え、見分けは付けがたい。
ただし学問的には非常に興味深い存在である、と(館岡(1987))は述べている。館岡の指摘によれば、スズメノとの間では形態の差も小さく、生態的にもほとんど差がないように見えるが、他方でスズメノは汎世界的に分布するのに対し、本種はほぼ日本固有であり、日本に於いてそのようなきわめて類似した2種が同所的に共存しているというのは奇妙なことと言える。館岡は、実はこの2種は同一種であり、何らかの遺伝的な状況によって2種に見えるだけではないかという予想を述べた上で「将来の研究の発展が、このような疑いについても明快な回答を与えてくれることが期待される」と述べている。